# Däckia
Däckia AB är en av Sveriges största däckservicekedjor och har sitt huvudkontor i Kista. Företaget har cirka 65 stycken egenägda verkstäder samt cirka 50 stycken så kallade franchiseverkstäder runt om i Sverige.

## Verksamhet
Sedan juni 2012 är Pirelli hundraprocentig ägare av Däckia Holding AB med dotterbolagen Däckia AB samt logistikcentret Interwheel. 

## Historia
Däckia har verkat i olika former sedan 1965, nedan visar viktigare årtal i dess historia.
- 1965 - Öppnas en mindre regummeringsanläggning i Bollnäs och bildar företaget Ringcentralen i Bollnäs AB
- 1976 - Ringcentralen i Bollnäs köps upp av Skega AB och bildar Skega däckservice.
- 1984 - Bildas Tireco AB genom att Skega däckservice byter namn.
- 1991 - Tireco köper ett antal verkstäder och en regummeringsanläggning i södra Sverige
- 1994 - Däckia AB bildas genom att Tireco byter namn.
- 2004 - Goodyear Dunlop Europe köper upp Däckia och blir dess huvudägare.
- 2009 - Goodyear säljer Däckia till Procuritas Capital Investors.
- 2012 - Pirelli förvärvar 100 procent av aktierna i Däckia Holding AB